# 東野交通真岡営業所
東野交通真岡営業所（とうやこうつうもおかえいぎょうしょ）は、栃木県真岡市に所在した東野交通のバス営業所。営業所閉鎖後も真岡車庫として一部施設は継続使用されており、2018年10月1日の関東自動車と統合後も東野真岡車庫として存続。

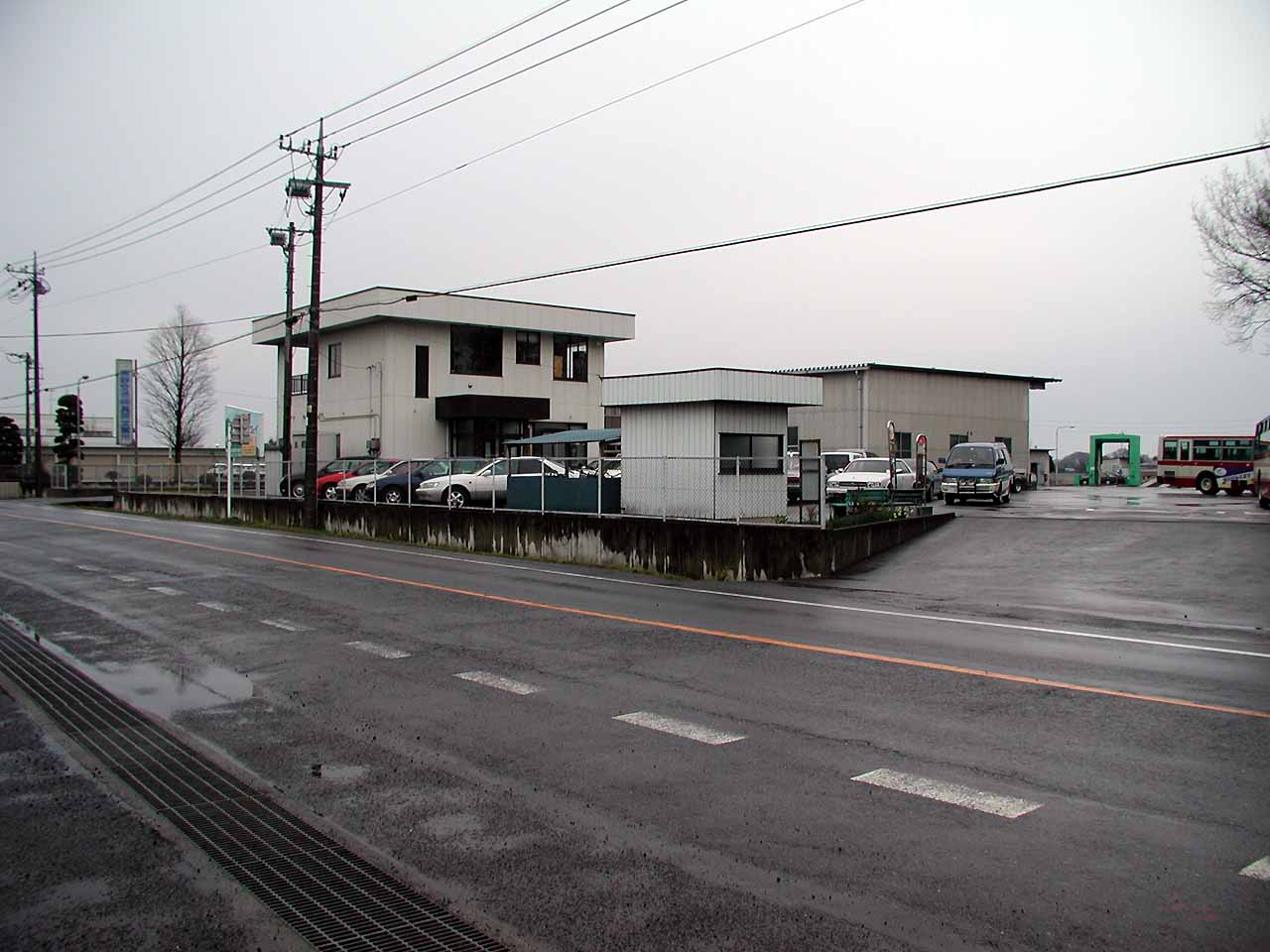
真岡車庫（旧真岡営業所）

## 所在地
栃木県真岡市八條681-1

## 概要
現在は真岡市郊外に位置するが、かつては真岡市街地（荒町）に位置していた。
バス駐車スペースの他に事務所、整備庫、給油設備や洗車設備、社員寮などの営業所としての設備はあるが、現在も使用されているのは事務所と給油設備のみで、ほかは封鎖や倉庫転用されている。事務所では定期券の取り扱いも行なっている。
かつては貸切車両も配置されていたが、2015年5月1日現在では路線車両13台が配置されている。
余剰となった敷地の一部を使用して、東武グループにより太陽光発電所が設置されている。
車庫に格下げされ関東自動車との合併後も「真岡営業所」停留所が現在も併設されており、各方面から真岡止まりのバスの折り返し場となっている。2022年10月からは旧来の東野交通路線ではない石橋〜真岡線も本車庫を利用して折り返している。

## 沿革
- 開設年月日不明 真岡市台町4159に設置[2]
- 1962年8月10日 新築移転（荒町、真岡市役所より少し北）
- 1989年 営業所から出張所へ格下げ、前後して現在地（八條）へ移転
- 時期不明 出張所から車庫へ格下げ
- 2014年10月1日 敷地内の一部に東武エネルギーマネジメントが太陽光発電所を設置し発電開始[3]

## 営業所廃止時の管轄路線
下記路線には真岡車庫配置車のほか、本社営業所や益子車庫配置車、西原車庫配属車も使用される。また、真岡配置車も他の路線にも使用される。
- 真岡線
  - 西原車庫 - 宇都宮東武 - JR宇都宮駅 - 宇大前 - ベルモール（一部便は経由しない） - 鐺山 - 石法寺 - 台町 - 真岡営業所
  - 宇都宮東武 - JR宇都宮駅 - 宇大前 - 鐺山 - 石法寺 - 台町 - 芳賀日赤病院前 - 真岡営業所
  - 宇都宮東武 - JR宇都宮駅 - 宇大前 - 鐺山 - 石法寺 - 亀山- 台町 - 真岡営業所
- 真岡水橋線
  - 宇都宮東武 - JR宇都宮駅 - 宇大前 - 鐺山 - 水橋（橋場） - 中島 - 真岡駅前 - 台町 - 真岡営業所
- 井頭一万人プール線（プール営業期間のみ運行）[4]
  - 宇都宮東武 - JR宇都宮駅 - 宇大前 - 鐺山 - 石法寺 - 井頭一万人プール